# Brothers (programa de televisão)
Brothers foi um programa de televisão, apresentado pelos irmãos Supla e João Suplicy. Era exibido ao vivo nas tardes de sábado na RedeTV!.

## Formato

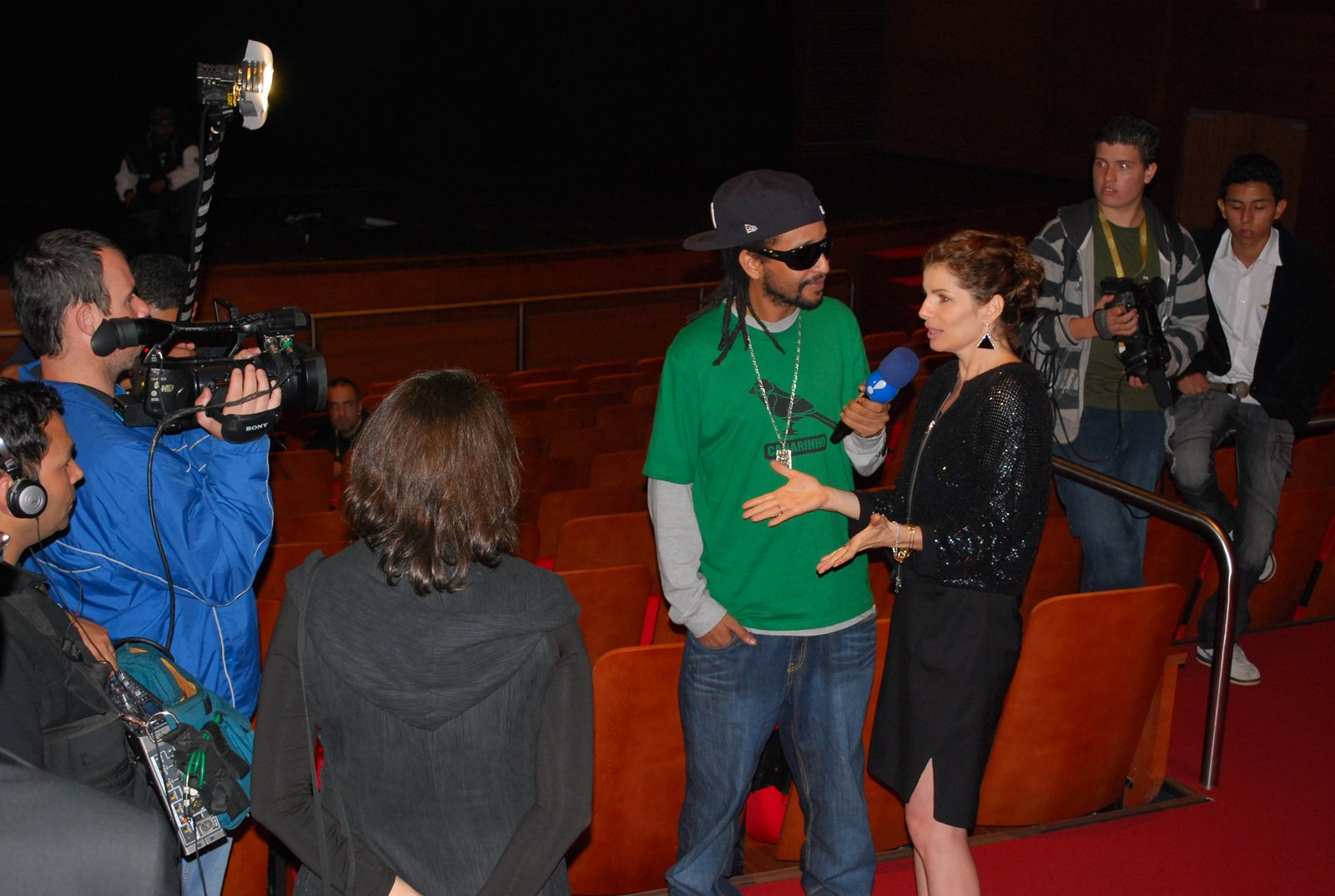
MC Rappórter entrevistando Débora Bloch.

O programa tinha como foco a interatividade e a música. Apresentava reportagens, vídeos engraçados, games, câmeras escondidas, promoções e pegadinhas. O cenário lembrava uma garagem e tinha inspirações rocker, além de combinar com os apresentadores, o programa era voltado para os jovens. 
Quando planejado o programa se chamaria Brothers of Brazil, devido ao nome do grupo musical formado por Supla e João, porém a produção avaliou que o nome poderia soar como um "enlatado" internacional, deixando apenas como Brothers por se tratar de uma palavra de fácil compreensão para qualquer público.

## Elenco

### Apresentação
- Supla
- João Suplicy

### Repórteres
- Maria Eugênia Suconic (como Betty Net) - Responsável pelas entrevistas com a plateia, pautas sobre internet e acompanhamento em tempo real do que o público falava sobre o programa no Twitter.
- Max B.O. (como Mc RapPórter) - Responsável pelas pautas com celebridades, cobertura de festas e eventos e entrevistas com astros internacionais lançando filmes ou trabalhos musicais no Brasil.
- Tânia Oliveira - Responsável por reportagens diversas nas ruas.
- Vinícios Oka (como Mini Repórter) - Responsável pelas pautas infantis e desafios.

### Assistentes de palco
- Ana Rosa Tanos (Narosa)
- Mariana Skieres (Sweetheart)
- Dieine Eider (Fazendeira)
- Tatiane Marques (Tati)
- Tamires Yassuda (Rockstar)
- Andressa Zizzari (Macabra)

## Audiência
Estreou com média de 4 e pico de 5 pontos, aumentando significativamente a audiência da emissora, que no mesmo horário marcava apenas 1 na semana anterior.